# بريان توماس (راكب الكنو)
بريان توماس (بالإنجليزية: Bryan Thomas)‏ هو راكب الكنو أسترالي، ولد في 26 ديسمبر 1961.

## وصلات خارجية
- بريان توماس على موقع أوليمبيديا (الإنجليزية)
- بريان توماس على موقع اللجنة الأولمبية الأسترالية (الإنجليزية)